# Filikromen
Filikromen var en ryktbar gatumusikant i Stockholm under 1810-talet, om vars levnadsöden man inte vet mera, än att han tidigare varit gardist. 
"Ehuru han blott för den lägsta folkklassen var rolighetsminister, smögo sig dock mången gång vettet och bildningen för att göra några minuters bekantskap med denna parodi på folksångare, hvilken med alla segertecken af en Bacchi hjälte, fastän själf ett krigsbyte för den milde gudens eröfringar, stod där -- vild, rödbrusig och försupen -- bland en troget lyssnande folkskara och under de sällsammaste åtbörder, det våldsammaste ansiktsspel sjöng till sin skorrande fiol allehanda visor och slagdängor, somliga af egen tillverkning, merendels utmärkta af en förvånande oförskämdhet och inblandning af Filikromens beryktade namn" (Rydqvist).

## Vissamling
Namnet Filikromen gavs sedermera åt en samling skämtsamma visor, utgivna av pseudonymen Axel I. Ståhl (Theodor Öberg) 1850–1865.

## Radioprogram
Filikromen var också namnet på ett folkmusikprogram som sändes i Sveriges Radio P2 från 1976 och många år framåt. Programledare under de första tio åren var Christina Mattsson.

## Kuplett
Filikromens visa är en Karl Gerhard-kuplett, som konsekvent använder Bellman-melodier.